# 慕詩國際
慕詩國際集團有限公司，簡稱慕詩國際（英語：Moiselle International Holdings Limited，港交所：0130），1996年由陳欽杰、徐巧嬌、徐慶儀創立，主要經營女性時裝產品。其股份自2002年2月21日在香港交易所主板上市。
根據2011年年報資料，主要品牌「MOISELLE」、「mademoiselle」、「GERMAIN」、「imaroon」、「COCCINELLE」、「REISS」，以及「SEQUOIA」在香港、澳門、台灣、中國內地已有109間分店的，這個店舖包括直接經營、寄售方式經營、零售店舖形式經營、合資經營，以及特許經營。
已被香港中华厂商联合会頒發「TOP嘜」核准品牌及產品，代碼為P044。

## 連結
- MOISELLE （页面存档备份，存于）
- 慕詩國際集團有限公司 投資板 （页面存档备份，存于）